# Liebling, zum Diktat
Liebling, zum Diktat ist eine US-amerikanische Filmkomödie aus dem Jahre 1942. Das Drehbuch basiert auf einer Erzählung von George Beck.

## Handlung
Nachdem der Künstler Tom Verney in Geldnot geraten ist, nimmt er die Stellung eines Privatsekretärs für die Werbefachfrau A. M. MacGregor an. Durch die Art seiner Chefin fühlt er sich aber beschämt. Um die eifersüchtige Frau eines Kunden zu beschwichtigen, gibt sie eines Abends Tom als ihren Verlobten aus. Dann benutzt sie ihn, um die rassistische Südstaatlerin Ethel Caldwell als Kundin zu gewinnen, deren Bruder Jonathan, Besitzer einer Tabakfabrik, als Frauenhasser bekannt ist. Mac gerät bald in Gewissensnöte. Sie hat Toms Vorgänger gefeuert, weil der versucht hat, sie zu verführen. Nun beginnt sie sich in ihren Angestellten zu verlieben.
Um den Caldwell-Auftrag zu bekommen und um Jonathan zu beruhigen, wird Tom als Werbefachmann in den Vordergrund gestellt. Mac verspricht ihm einen Bonus von 10.000 Dollar, mit dem er sich ein Haus in Mexiko kaufen will. Tom nimmt Ethels Angebot an, die Werbekampagne für die Zigaretten im Haus der Caldwells zu erstellen. Ethel und Tom verstehen sich sehr gut, während Mac, von Eifersucht geplagt, in New York zurückbleibt. Mac beschließt dann doch, zu den Caldwells zu fahren, was Jonathan erfreut, der trotz seines Frauenhasses sich heimlich in Mac verliebt hat. Tom vertraut Jonathan an, dass er selber in Mac verliebt ist und sein Verhältnis zu Ethel benutzt, um Mac eifersüchtig zu machen. Jonathan ermutigt Tom, damit weiterzumachen. Mac hingegen ist dermaßen erzürnt, dass sie Jonathans Heiratsantrag annimmt.
Die Werbekampagne ist ein Erfolg. Tom kehrt mit einem unterschriebenen Vertrag mit den Caldwells nach New York zurück. Abwater, Macs nichtsnutziger Partner, überbringt Tom seinen Bonus. Abwater erzählt Tom, dass Mac trotz des angesetzten Hochzeittermins unglücklich sei. Als Hochzeitsgeschenk schickt Tom ein Gemälde an die Caldwells, das Mac in verführerischer Pose zeigt. Die Caldwells denken, Mac habe dafür Modell gestanden. Mac weist die Beschuldigungen zurück, doch Jonathan glaubt ihr nicht. Mac löst die Verlobung auf.
Mac begegnet Tom, der mit einem Wohnwagen nach Mexiko fahren will. Mac beginnt, Steine nach Tom zu werfen. Als ein Zug droht, den Wohnwagen zu rammen, springen Mac und Tom in den Wagen und fahren zusammen nach Mexiko.

## Kritiken
Das Lexikon des internationalen Films über den Film: „Leichthändig in Szene gesetzte Screwball Comedy, die den beruflichen Ehrgeiz von Frauen aufs Korn nimmt und zur Abwechslung den Mann als Sexobjekt zeichnet. Ganz auf die beiden Hauptdarsteller und ihre erotischen Andeutungen fixiert, gepflegt inszeniert und gut gespielt.“
Dave Kehr vom „Chicago Reader“ bezeichnet den Film als ziemlich einnehmende romantische Komödie, die Mitchell Leisen mit seinem üblichen Glanz inszeniert habe.
Bosley Crowther von der New York Times sieht in dem Film Hauptdarstellerin Rosalind Russell als Problem. Russell spiele wie immer die launische, eifersüchtige Frau in ihren frivolen Arten. Das Drehbuch, dem es an Originalität mangele, weise in seiner vorhersehbaren Art nur wenige amüsante Momente auf.

## Auszeichnungen
1943 wurde der Film in den Kategorien Bestes Szenenbild (s/w) (Hans Dreier, Sam Comer und Roland Anderson), Beste Kamera (s/w) und Beste Filmmusik für den Oscar nominiert.

## Hintergrund
Die US-Premiere fand am 6. Mai 1942 statt. In Deutschland erschien der Film erstmals am 9. Mai 1981 in einer Fernsehfassung der ARD.
Der Film ist einer der über 700 Produktionen der Paramount Pictures, die zwischen 1929 und 1949 gedreht wurden und deren Fernsehrechte 1958 an Universal Pictures verkauft wurden.
Informationen der AMPAS besagen, dass das Bild, das Tom als Hochzeitsgeschenk den Caldwells schickt, von Phil Paradise gemalt wurde.